# دهستان دوستان
دهستان دوستان، یکی از دهستان‌های بخش مرکزی شهرستان بدره در استان ایلام ایران است. مرکز این دهستان، روستای ولیعصر است.

## جمعیت
بر پایه سرشماری عمومی نفوس و مسکن در سال ۱۳۹۵، جمعیت دهستان دوستان برابر با ۳٬۲۰۹ نفر بوده‌است.